# Temporada 1982 de la CART IndyCar World Series
La Temporada 1982 de la CART IndyCar World Series fue la cuarta temporada de la Championship Auto Racing Teams, que consistió en 11 carreras, comenzando en Avondale, Arizona, el 28 de marzo y concluyó en el mismo lugar el 6 de noviembre. El campeón de la PPG IndyCar World Series repitió al piloto estadounidense Rick Mears. El novato del Año fue Bobby Rahal.
La mayoría de pilotos y equipos que participaron en la serie y en la temporada, participaron en la edición  66.ª edición de las 500 Millas de Indianápolis que estuvo un año más por fuera del calendario de la CART, producto de su ruptura dos años antes de los organismos CART y USAC, y que restablecería su inclusión de la prueba en la serie CART al año siguiente.

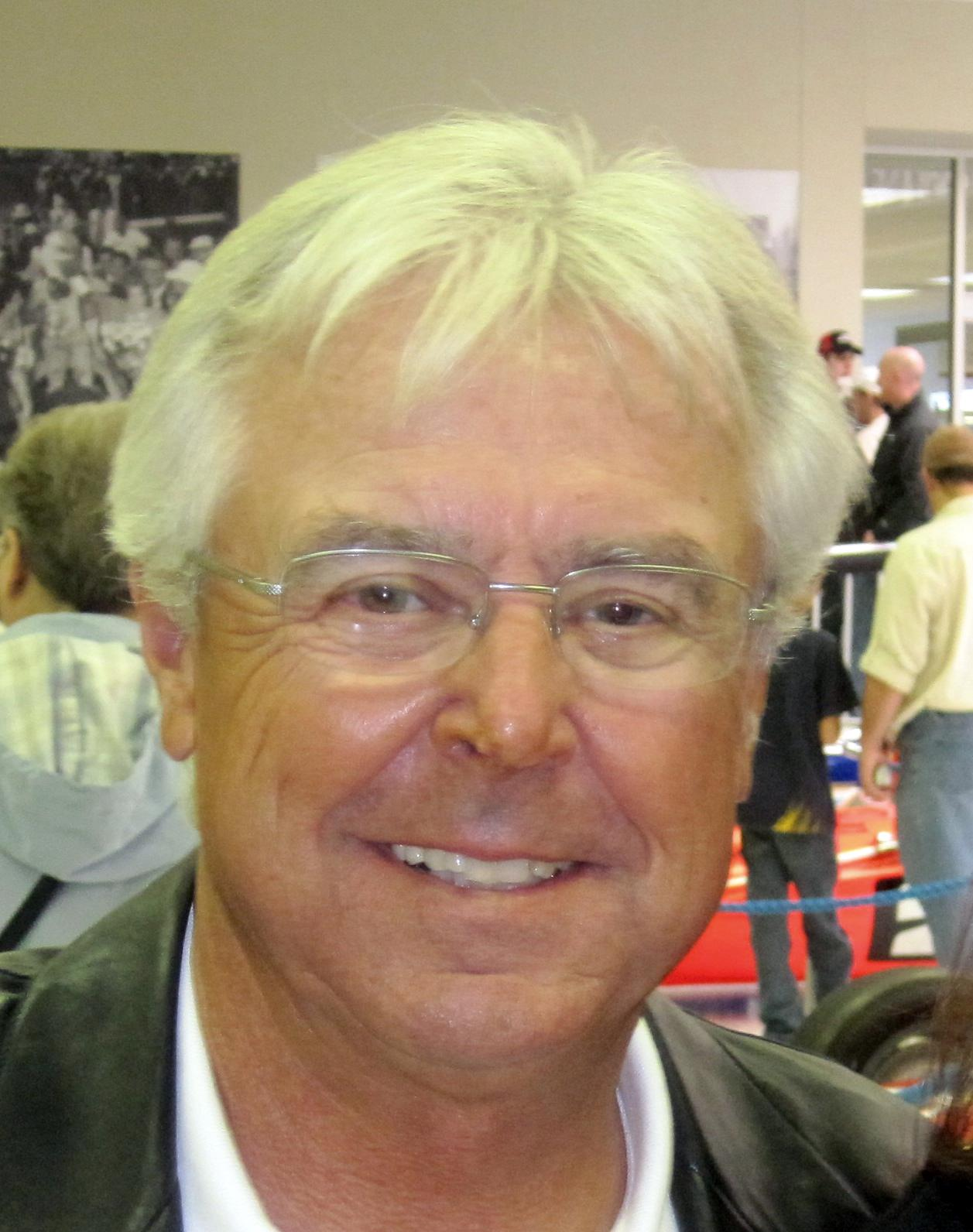
Rick Mears repetiría el título de la CART en la temporada 1982.

## Resultados de la temporada

### Competencias disputadas
| Rond. | Fecha            | Comp.                     | Circuito                        | Localización            | Pole Position   | Ganador         |
| ----- | ---------------- | ------------------------- | ------------------------------- | ----------------------- | --------------- | --------------- |
| 1     | 28 de marzo      | Kraco Car Stereo 150      | Phoenix International Raceway   | Avondale, Arizona       | Rick Mears      | Rick Mears      |
| 2     | 1 de mayo        | Stoh's 200                | Atlanta Motor Speedway          | Hampton, Georgia        | Rick Mears      | Rick Mears      |
| 3     | 13 de junio      | Gould-Rex Mays 150        | Milwaukee Mile                  | West Allis, Wisconsin   | Gordon Johncock | Gordon Johncock |
| 4     | 4 de julio       | Budweiser Cleveland 500   | Burke Lakefront Airport         | Cleveland, Ohio         | Kevin Cogan     | Kevin Cogan     |
| 5     | 18 de julio      | Norton-Michigan 500       | Michigan International Speedway | Brooklyn, Míchigan      | Rick Mears      | Gordon Johncock |
| 6     | 1 de agosto      | Tony Bettenhausen 200     | Milwaukee Mile                  | West Allis, Wisconsin   | Rick Mears      | Tom Sneva       |
| 7     | 15 de agosto     | Domino's Pizza Pocono 500 | Pocono Raceway                  | Long Pond, Pensilvania  | Rick Mears      | Rick Mears      |
| 8     | 29 de agosto     | AirCal 500                | Riverside International Raceway | Riverside, California   | Kevin Cogan     | Rick Mears      |
| 9     | 19 de septiembre | Road America 200          | Road America                    | Elkhart Lake, Wisconsin | Rick Mears      | Héctor Rebaque  |
| 10    | 26 de septiembre | Detroit News Grand Prix   | Michigan International Speedway | Brooklyn, Míchigan      | Rick Mears      | Bobby Rahal     |
| 11    | 6 de noviembre   | Miller High Life 150      | Phoenix International Raceway   | Avondale, Arizona       | Rick Mears      | Tom Sneva       |

     Óvalo
     Circuito

## Clasificación Final (Top 10)
| Posición | Piloto                | Puntos |
| -------- | --------------------- | ------ |
| 1.       | Rick Mears            | 294    |
| 2.       | Bobby Rahal           | 242    |
| 3.       | Mario Andretti        | 188    |
| 4.       | Gordon Johncock       | 186    |
| 5.       | Tom Sneva             | 144    |
| 6.       | Kevin Cogan           | 136    |
| 7.       | Al Unser              | 125    |
| 8.       | Geoff Brabham         | 110    |
| 9.       | Roger Mears           | 103    |
| 10.      | Tony Bettenhausen Jr. | 80     |